# 청가시덩굴
청가시덩굴은 청미래덩굴과의 덩굴성 관목으로 학명은 Smilax sieboldii이다.

## 이용
뿌리와 뿌리줄기를 약으로 쓰는데, 이름을 철사영선(鐵絲靈仙)이라 하며, 통증을 없애는 효능이 있다.

## 사진

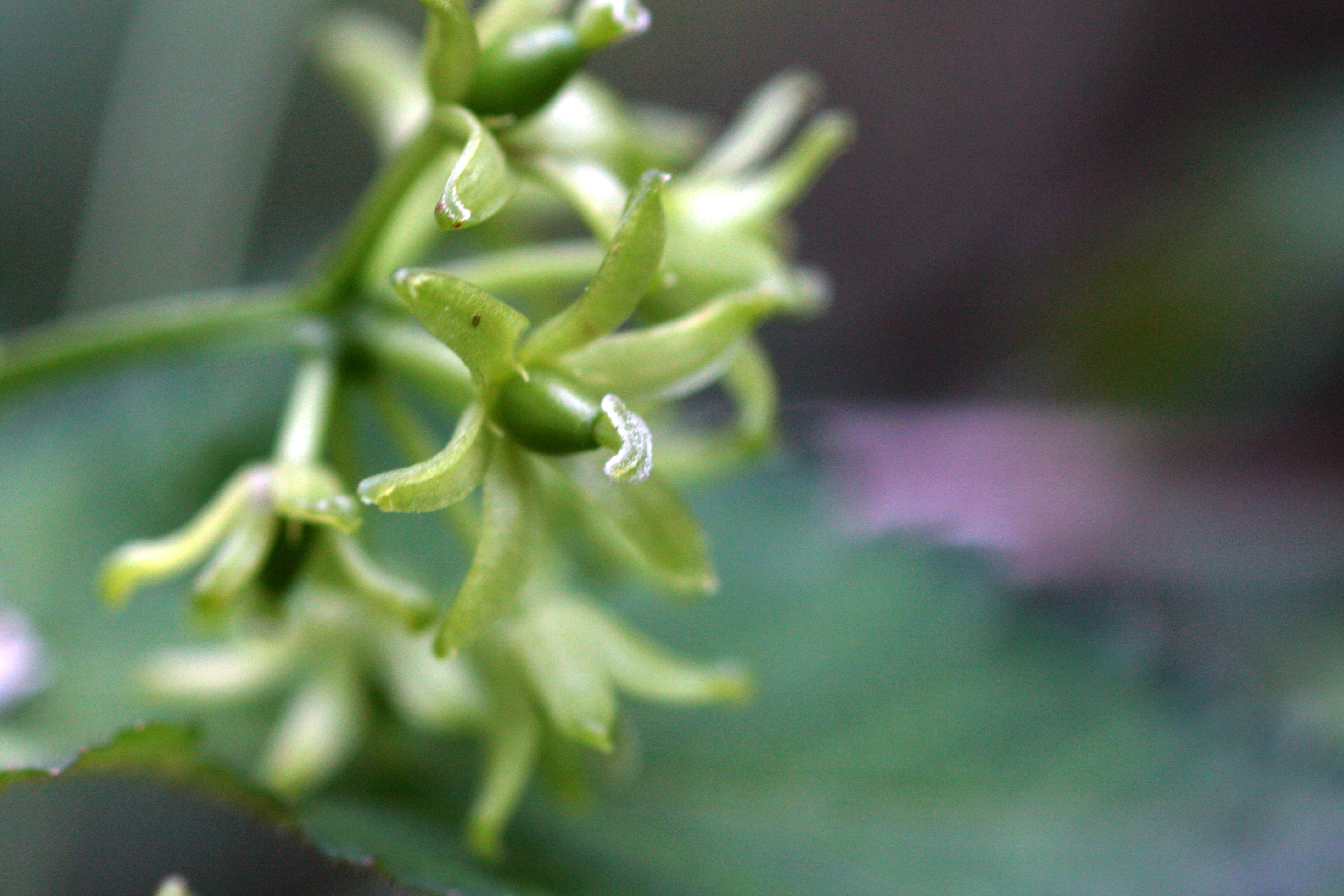
암꽃 (2009년 5월, 부평 만월산)
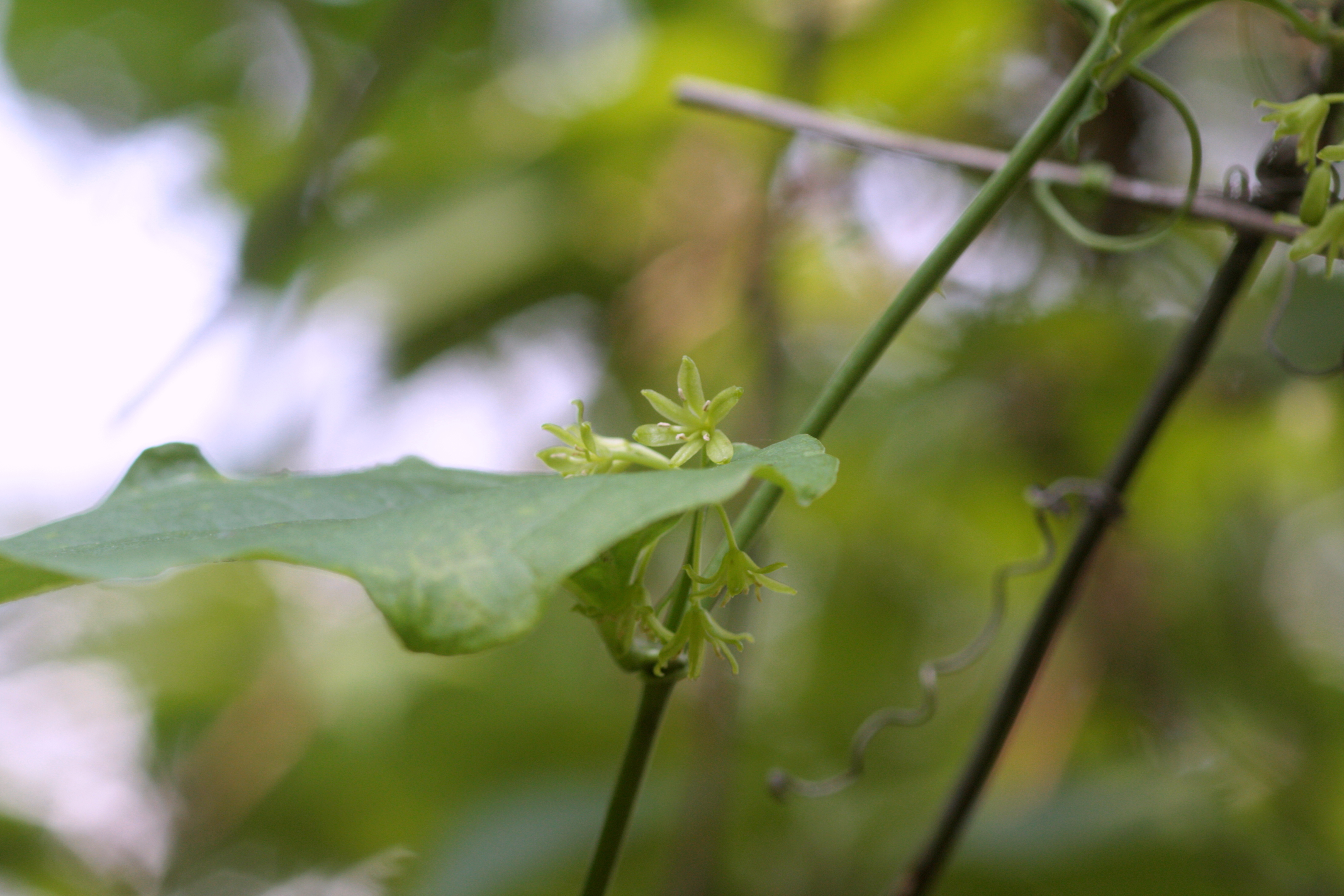
수꽃
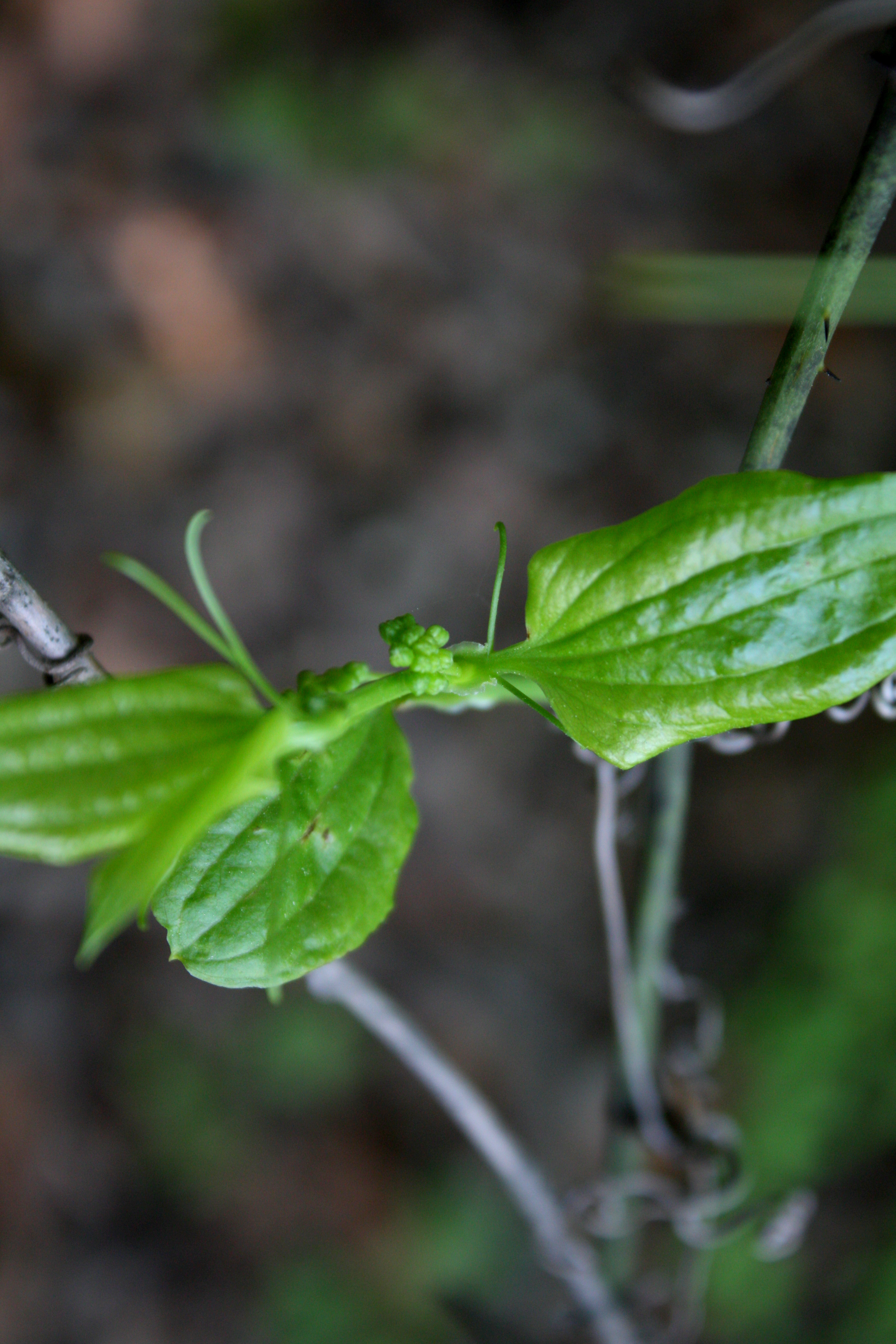
잎과 꽃망울